# Idanthyrsus luciae
Idanthyrsus luciae är en ringmaskart som först beskrevs av Alphonse Trémeau de Rochebrune 1882.  Idanthyrsus luciae ingår i släktet Idanthyrsus och familjen Sabellariidae. Inga underarter finns listade i Catalogue of Life.